# Gerlebogker Teiche
Koordinaten: 51° 43′ 2″ N, 11° 49′ 32″ O
Die Gerlebogker Teiche sind ein Naturschutzgebiet in der Stadt Könnern im Salzlandkreis in Sachsen-Anhalt.

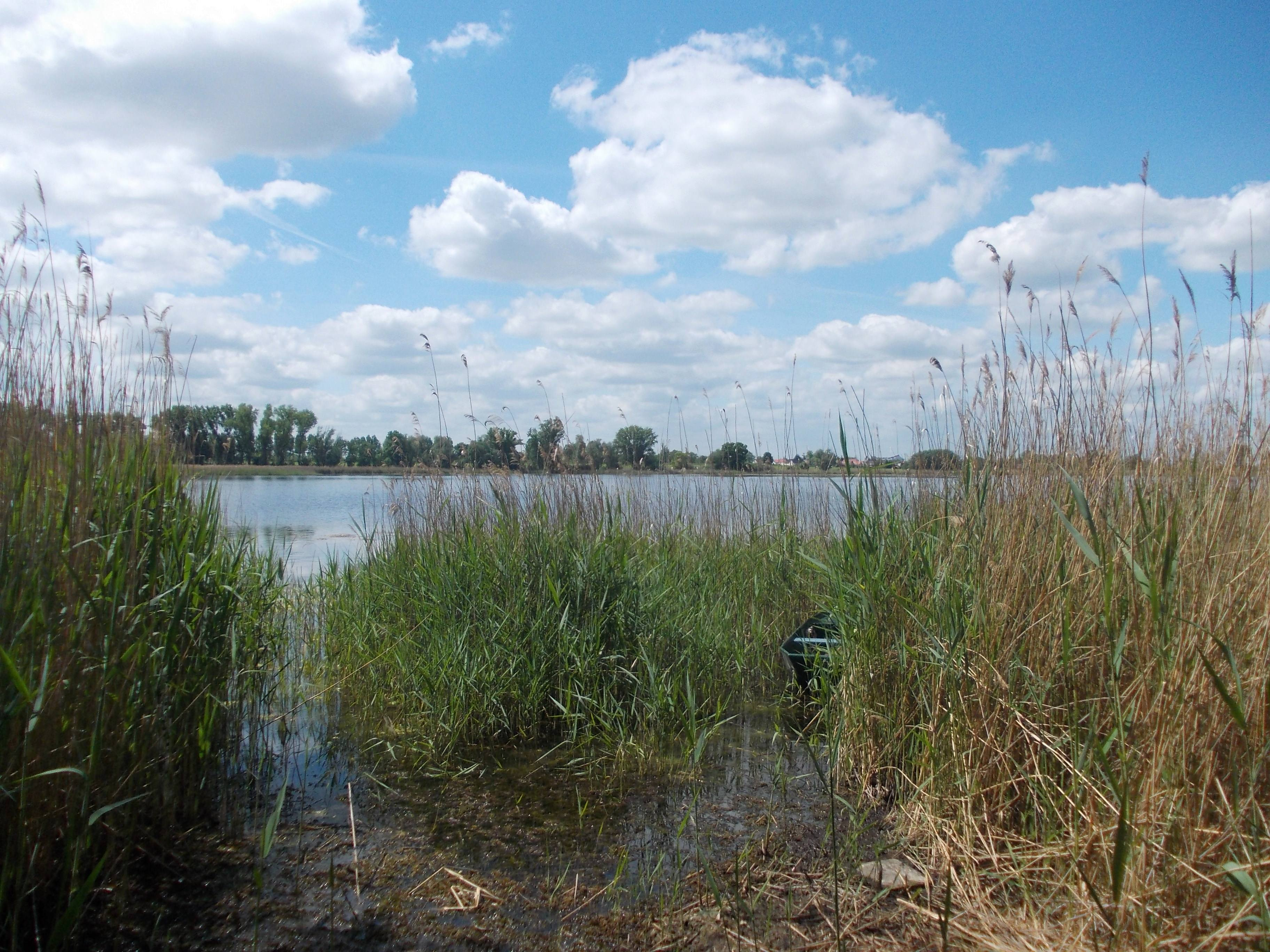
Ostufer des Großen Wiendorfer Teiches

Das Naturschutzgebiet mit dem Kennzeichen NSG 0083 ist rund 65,5 Hektar groß. Das Gebiet steht seit 1967 unter Schutz (Datum der Verordnung: 11. September 1967). Zuständige untere Naturschutzbehörde ist der Salzlandkreis.
Das Naturschutzgebiet liegt etwa zwischen Bernburg (Saale), Köthen (Anhalt) und Könnern. Es stellt eine verlandende Teichlandschaft unter Schutz und umfasst dabei den Cörmigker Teich, den Dreiselteich und das östliche Ufer des Großen Wiendorfer Teiches sowie die dazwischenliegenden Flächen. Bei den Teichen handelt es sich um durch das Einbrechen von Braunkohlentiefbaufeldern entstandene, wassergefüllte Senken. Das Wasser in den etwa ein bis zwei Meter tiefen Teichen ist recht salzhaltig, so dass an den Ufern und in der Umgebung halophile Röhrichte und Feuchtwiesen zu finden sind. 
Die offenen Wasserflächen der Teiche werden von Laichkrautgesellschaften u. a. mit Hornblatt und Kammlaichkraut eingenommen. In den Verlandungszonen dominiert Schilfröhricht mit Bittersüßem Nachtschatten. Auf den Wiesen finden sich Salzbunge, Salzschwaden, Strandsimse, Salzteichbinse und Erdbeerklee.
Das Naturschutzgebiet hat eine hohe Bedeutung für zahlreiche Vögel, die es als Brut-, Rast-, Überwinterungs- und Nahrungsgebiet nutzen. So brüten hier u. a. Rohrweihe, Rohrdommel, Graugans, Knäkente, Reiherente, Löffelente, Rothalstaucher, Kleines Sumpfhuhn, Rohrschwirl, Schilf- und Drosselrohrsänger sowie Bart- und Beutelmeise. Durchziehende Vogelarten sind z. B. Purpur- und Silberreiher, Regenbrachvogel, Teichwasser- und Sumpfläufer sowie Weißflügelseeschwalbe. Im Sommer sind Fischadler und Kormoran anzutreffen.